# ロールス・ロイス トレント XWB
トレント XWBはトレント1000を原型として開発された一連のターボファンエンジンである。トレントシリーズの中で最新の型式でエアバスA350 XWBのみに使用される。

## 設計と開発
2004年よりエアバスは顧客からボーイング787に対抗し得る機体の開発を求められており、2005年10月に公式にA350として新型機の設計を立ち上げた。ロールス・ロイスは当初トレント1000エンジンの静止推力を75,000 lbf (330 kN)に高めてトレント1700として対応する予定だった。トレント1000とは異なりトレント1700は従来のブリード・エアエンジンで、川崎重工業と共同開発する予定だった。
A350の発表後、ロールス・ロイスは新型エンジンを「トレントXWB」という名称で独占供給することに合意した。 これは原型は静止推力が75,000–95,000 lbf (330–420 kN)だったが、2007年9月にエアバス社は要求水準を75,000–93,000 lbf (330–410 kN)に引き下げた。しかしこれは再び変更され、ボーイング777-300ERに対する競争力を高めるために、A350の最大型は最大推力97,000 lbfを前提として仕様が見直された。
2007年6月18日にロールス・ロイスはカタール航空との間で同社史上最大となる簿価56億ドルの契約を交わしたと発表した。これはトレントXWBを搭載するエアバスXWB 80機を購入するものだった。さらに、2007年11月11日にはドバイ航空ショーでエミレーツ航空からトレントXWBを動力とするA350-900 50機とA350-1000 20機のほかオプション50機の購入契約が発表された。これは2014年から納入予定とされ、発注額はオプション込みで最大84億ドルに上ると見込まれていたが、2014年6月11日にはエアバス社はエミレーツ航空がA350XWB 70機の契約をキャンセルしたと発表した。 2014年7月時点の販売数は1,400基以上に上る。
最初の地上試験は2010年6月14日に実施され、2012年2月18日にエアバス社はA380試験機に懸架したトレントXWBが初飛行に成功したと発表した。
2013年にはエンジン型式認証を受け、最初のエンジンは2014年に運行開始の見込みとされた。トレントXWB搭載のA350XWBは2013年6月14日に初飛行した。
2014年5月15日、ロールス・ロイスは推力84,000 lbのトレントXWBの量産初品をエアバスA350XWBのローンチ・カスタマーであるカタール航空へ出荷した。この量産型エンジンの最終組み立ては2014年2月に開始された。2014年7月15日にはロールス・ロイスはA350-1000用の推力97,000 lbfのトレントXWB-97の初運転を行ったと発表した。

## 派生型
| 型式             | 認証取得      | 離陸時推力          | 連続最大推力        |
| ---------------- | ------------- | ------------------- | ------------------- |
| トレント XWB-75  | 2013年2月7日  | 74,200 lbf (330 kN) | 66,600 lbf (296 kN) |
| トレント XWB-79  | 2013年2月7日  | 78,900 lbf (351 kN) | 71,400 lbf (318 kN) |
| トレント XWB-79B | 2013年2月7日  | 78,900 lbf (351 kN) | 71,400 lbf (318 kN) |
| トレント XWB-84  | 2013年2月7日  | 84,200 lbf (375 kN) | 71,400 lbf (318 kN) |
| トレント XWB-97  | 2017年8月31日 | 97,000 lbf (430 kN) | 83,100 lbf (370 kN) |

## 仕様諸元
| 型式               | -84                                       | -97                                       |
| ------------------ | ----------------------------------------- | ----------------------------------------- |
| 形式               | 3軸式高バイパス比軸流ターボファンエンジン | 3軸式高バイパス比軸流ターボファンエンジン |
| ファン             | 単段、22枚翼、直径3m                      | 単段、22枚翼、直径3m                      |
| 圧縮機             | 中圧8段、高圧6段                          | 中圧8段、高圧6段                          |
| 燃焼器             | アニュラ型(燃料噴射ノズル:20本)           | アニュラ型(燃料噴射ノズル:20本)           |
| タービン           | 高圧1段、中圧2段、低圧6段                 | 高圧1段、中圧2段、低圧6段                 |
| 全長               | 5,812 mm / 228.8 in                       | 5,812 mm / 228.8 in                       |
| 乾燥重量           | 7,277 kg (16,043 lb)                      | 7,550 kg (16,640 lb)                      |
| 離陸時推力         | 84,200 lbf (375 kN)                       | 97,000 lbf (431 kN)                       |
| ロータ回転数 (rpm) | 低圧: 2700、中圧: 8200、高圧: 12600       | 低圧: 2700、中圧: 8200、高圧: 12600       |
| バイパス比         | 9.6:1                                     | 9.6:1                                     |
| 全圧縮比           | 50:1                                      | 50:1                                      |
| 推力重量比         | 5.25                                      | 5.82                                      |
| 空気流量           | 1,436 kg/s / 3,166lb/s                    |                                           |

## トラブル
2024年9月5日、欧州航空安全庁はTrent XWB-97に対して耐空性改善命令を発出。同月2日に香港キャセイパシフィック航空が運航していた香港発チューリッヒ行き383便にて該当エンジン不具合により引き返し機材変更が発生に伴い、同社はA350（900型も含む）全機自主点検を実施、Trent XWB-97搭載1000型15機で燃料供給ホース損傷により一時的エンジン火災や熱損傷によるエンジン停止の可能性があり、ホースの目視点検と寸法検査を30日以内の点検が指示された。キャセイ不具合を受けTrent XWBシリーズ搭載A350一部オペレーターは自主点検を実施していてJALやタイ国際航空、シンガポール航空などでは5日迄に問題は無かったが、6日にマレーシア航空運用900型搭載Trent XWB-84でも同様の問題を確認したと発表された。